# Atlántida (Buenos Aires)
Atlántida es una localidad del partido de Mar Chiquita, (cuya cabecera es Coronel Vidal) al centro sur de la provincia de Buenos Aires, Argentina. Se caracteriza por ser una reserva forestal, en la cual predominan los pinos y eucaliptos, dando al barrio un aspecto de bosque en donde se ubican las casas de sus habitantes. Gran cantidad y variedad de aves pueden ser observadas sobrevolando el barrio. A su vez, numerosas y acogedoras cabañas permiten a los turistas disfrutar de un tiempo de paz y tranquilidad rodeado de naturaleza. El gran Roberto Goyeneche alguna vez tuvo casa en el barrio, buscando sus días de descanso alejado de la ciudad. Atlántida ofrece tentadoras opciones gastronómicas, en donde se pueden degustar platos y postres frente a una estancia que ofrece alquiler de caballos, o los tradicionales y únicos alfajores artesanales ubicados en el corazón del barrio.

## Población
El aglomerado Santa Clara del Mar incluye Santa Clara del Mar, Atlántida, Camet Norte, Frente Mar y las localidades de Santa Elena y Playa Dorada, siendo la población de 7,713 habitantes (Indec, 2010) y representando un incremento del 48% frente a los 5,204 habitantes (Indec, 2001) del censo anterior. Atlántida contaba con 586 habitantes (Indec, 2001).
|                                                | Norte: Santa Clara del Mar |                                              |
| Oeste: Localidades del Partido de Mar Chiquita |                            | Este: Ruta Nacional 11 y el oceano Atlántico |
|                                                | Sur: Frente Mar            |                                              |

- Datos: Q5710955